# Slaget vid Cajamarca
Tillfångatagandet av Atahualpa eller Slaget vid Cajamarca var en överraskningsattack på Inkariket och den kungliga eskorten av den spanske conquistadoren Francisco Pizarro. Tillfångatagandet ägde rum på eftermiddagen den 16 november, 1532 på stora torget i Cajamarca, bakhållet varade inte mer än två timmar, spanjorerna lyckades med sina föresatser och inkahärskaren Atahualpa togs tillfånga.

## Tidigare händelser och strategi
Cajamarca var kulmen på månaders aktiviteter i form av spionage, undanflykter, och diplomati mellan Pizarro och Inkan via sina respektive utsända. Atahualpa hade mottagit inkräktarna från en mycket stark position. Atahualpa låg i läger på höjderna vid Cajamarca med ett stort antal legioner med veterantrupper vilka hade härdats i segrarna i inbördeskriget mot hans halvbror Huáscar. Inkan kände sig inte ha anledning att frukta Pizarros oansenliga styrka. Han medförde också två mindre artilleripjäser (falkonetter)., hur extravagant de än var i klädsel och beväpning. I en beräknande demonstration av god vilja, hade Inkan tillåtit äventyrarna att tränga in i hjärtat av hans imperium, till bergen där enligt hans bedömning hela hotet lätt skulle kunna bemötas av hans trupper. Spanjorerna anlände den 15 november. Atahualpa hade, enligt spanska källor, planerat värva några få av conquistadorerna och lägga beslag på deras eldvapen och hästar. Sedan skulle han avrätta resten. 
Enligt vad som berättas i boken Perus erövring, skriven under 1800-talet av W. H. Prescott, skulle vid det spanska intåget till torget i staden, varje försök till anfall på Inkans trupper som vaktade dalen ha varit lika med självmord. Ett återtåg var inte heller möjligt, därför att varje tecken som skulle kunna tolkas som en svaghet som minskade den styrka som spanjorerna ville stoltsera med, skulle vara en inbjudan till att förfölja dem och fånga in dem i bergspassen vilka kontrollerades av inkaindianerna. Om inkaindianerna lyckades förskansa sig och stänga flyktvägen för spanjorerna, sa Pizarro, skulle de inte kunna göra något, ställda inför inkaindianernas oövervinneliga position. Och, tillade han, att inte göra något, skulle innebära att de var utlämnade åt Inkan på en bräcklig nåd och onåd, vilket inte var så mycket bättre, eftersom en förlängd kontakt med de infödda skulle försvaga den skräck de kunde ha för att spanjorerna var övernaturliga, vilket tjänade för att hålla de infödda under kontroll.
Pizarro samlade sina officerare i skymningen den  15 november och förklarade sin djärva plan för dem. Planen påminde om den som Hernán Cortés hade använt i Mexiko: ta tillfånga kejsaren när han var omgiven av sina egna trupper. Eftersom det inte var möjligt att genomföra en sådan plan i öppen terräng, hade Pizarro inbjudit Inkan till Cajamarca.

## Händelseförlopp
Atahualpa accepterade inbjudan, och tog ledningen för en procession med mer än 80 000 man, vilka långsamt gick ner för bergssidorna under den följande dagen, det föreföll som om situationen för spanjorerna blev mer komplicerad. Pizarros tur vände på ett dramatiskt sätt i kvällningen, då Atahualpa meddelade att en stor del av hans eskort skulle slå läger utanför stadens väggar. Han bad bara om att man skulle ordna husrum för honom och för hans närmsta hov, vilka kom in i staden utan vapen som ett tecken på absolut förtroende och vänskap.
Spanjorerna höll sig gömda i staden och gjorde inget motstånd under Inkans intåg i staden. En incident utspelade sig när broder Vicente de Valverde närmade sig Inkan och befallde honom att överge sin religion och acceptera att konvertera till katoliscismen som sin tro och acceptera kejsaren Karl den V som sin härskare. Atahualpa kände sig förolämpad och förvirrad av kraven från spanjorerna. Även om säkerligen Atahualpa inte hade några tankar på att ge efter för spanjorernas krav, försökte Inkan, enligt de spanska krönikorna av Inca Garcilaso de la Vega, sig på någon slags diskussion över spanjorernas tro och deras kung, men Pizarros män började bli otåliga.
Plötsligt öppnade spanjorerna eld mot folkmassan och gick framåt i en avsiktlig aktion. Effekten var förödande: inkaindianerna som överraskades och som var obeväpnade (de hade infunnit sig på torget mycket övertygade om att de, utan vapen, skulle kunna ta spanjorerna till fånga) bjöd så lite motstånd att striden många gånger har beskrivits som en massaker. Soldaterna i Pizarros styrka berättade hur de spanska styrkorna använde kavalleriet mot människor som aldrig hade sett hästar, i kombination med eld från några eldvapen (endast två av artilleripjäserna användes). För att ge ytterligare effekt hade man satt skallror på hästarna. Den vettskrämda folkmassan sprang i alla riktningar och hindrade Inkans soldater från att agera, vilka då begränsade sig till att skydda Atahualpa med sina egna kroppar som enda skydd. Många indianer fick händerna avhuggna, men fortsatte att bära upp Inkan med skuldrorna, tills de dödades och ersattes av nya bärare. Under hela detta händelseförlopp lyfte ingen indian något vapen mot någon spanjor.
Slutligen lyckades Pizarro ta Inkan till fånga och sätta honom i det så kallade Lösenrummet. I och med detta upphörde allt motstånd. Även om striderna fortsatte under fyrtio år, slutade Inkaimperiet efter ett enda slag i Cajamarca.

## Guamán Poma
Händelserna i Cajamarca har förmedlats av åtskilliga författare, i allmänhet bygger texterna på någon av krönikörerna Inca Garcilaso de la Vega eller Felípe Guamán Poma de Ayala. I sin krönika La Nueva Corónica y Buen Gobierno lämnar Guamán Poma (född cirka 1534) en nära nog samtida beskrivning av händelserna. Han skriver (här Pomas beskrivning av incidenten med prästen Vicente Valverde):
... "Efter detta svar trädde broder Vicente in med sitt, bärande på ett kors i högra handen och i den vänstra en bok. Och han sa till Atahualpa Inka att han också var ambassadör och budbärare för en annan herre, mycket mäktig, vän till Gud, och att han [Inkan] skulle bli hans vän och bara tillbedja korset och tro på Guds evangelium och inte tro på något [annat], att allt annat var ett skämt. Atahualpa Inca svarade och sa att han inte behövde tillbe någon annan än Solen, att hans heliga platser och gudar aldrig skulle dö, och han hade också lagen, som skyddade honom.
Och Inkan frågade broder Vicente vem som hade sagt det. Broder Vicente svarade att evangeliet hade sagt det, boken. Och Atahualpa sa: ”Ge boken till mig för att den skall säga det till mig.” Och så gav han honom boken och han tog den i händerna, och började ögna över sidorna i boken. Och Inkan sade: ”Vad, varför säger den inget till mig? Denna bok talar inte till mig.” Han talade med stor värdighet, sittande på sin tron, och [broder Vicente] tog boken ur Atahualpa Inkas händer. Sedan höjde broder Vicente rösten och sa: ”Kom hit, kamrater, dessa hedningar är emot vår tro” Och don Francisco Pizarro och don Diego de Almagro ropade på sitt håll: ”Kom fram, kamrater, låt oss anfalla dessa otrogna som är emot vår kristenhet och vår kejsare och kung!”
Och sedan började männen skjuta med sina arkebuser och striden började och soldaterna dödade indianerna som myror. Och de förskräckliga arkebuserna och oljudet från skallrorna och vapnen, som det var första gången man såg, torget i Cajamarca var fullt av indianer, väggarna intill torget i Cajamarca rasade och människor dog under dem. När hästarna föste ihop och trampade ner indianerna och hästarna snubblade dog så många att man inte kan räkna dem.
Av spanjorerna dog fem personer på egen hand, för ingen indian vågade [göra något] för de var skräckslagna. Man säger att de fem spanjorerna var bland de döda indianerna, de måste ha sprungit lika tokigt som indianerna. De måste ha trampats ner av hästarna."
Pizarro tog Atahulpa till fånga. De förde honom oskadd till Lösenrummet och, skriver Guamán Poma:
"Han var mycket ledsen och otröstlig och berövad sitt majestät, sittande på marken, fråntagen sin tron och sitt rike."